# Centro de Treinamento Edmílson Colatina Futebol Clube
O Centro de Treinamento Edmilson Colatina Futebol Clube conhecido como CTE Colatina é um clube de futebol brasileiro da cidade de Colatina no estado do Espírito Santo. Anteriormente o clube tinha a denominação de Espírito Santo Sociedade Esportiva, conhecida pela sigla de ESSE.

## História
O clube foi fundado em 5 de junho de 1998 pelo ex-jogador Edmílson Gonçalves Pimenta (Edmílson Ratinho) e família com o nome Centro de Treinamento Edmilson Colatina Futebol Clube, o CTE Colatina.
Em 2004 disputa pela primeira vez a Copa do Brasil, sendo eliminado na primeira fase pelo Vitória da Bahia. No Estádio Justiniano de Mello e Silva, pela partida de ida, é derrotado por 2 a 1 e no jogo de volta, no Estádio Barradão em Salvador, é goleado por 4 a 0.
No Campeonato Capixaba de 2008 o clube passa a mandar seus jogos no Estádio Cléber Bertoldi da cidade vizinha de Marilândia e a ser chamado na mídia por CTE Marilândia, terminando na última colocação e rebaixado à Segunda Divisão. Em 2011 o CTE Colatina muda o nome para Espírito Santo Sociedade Esportiva. No Capixaba da Segunda Divisão de 2012 volta a jogar em Marilândia com o nome de Espírito Santo de Marilândia.
Em 2016, na disputa do Campeonato Capixaba da Série B mandou seus jogos no Estádio José Olímpio da Rocha, em Águia Branca. Porém, o clube desistiu da competição na quinta rodada, assim sendo suspenso por três anos. O presidente do clube, Edmílson Ratinho, alegou problemas pessoais.
Após cumprimento da suspensão, o ESSE disputa a Série B do Campeonato Capixaba de 2019. Na estreia apenas empata em 1 a 1 contra o Linhares no Justiniano de Mello e Silva. Na terceira rodada, o ESSE vence o líder São Mateus por 2 a 1 em casa. É a primeira vitória profissional há quase quatro anos. Na quarta rodada empata em 2 a 2 com o Sport Colatinense no novo clássico de Colatina. O município volta a ter um clássico após seis anos. No fim da primeira fase, o ESSE conquista apenas cinco pontos e termina na lanterna da competição, não se classificando assim às semifinais.
Na Série B do Campeonato Capixaba de 2020, o ESSE vence o Sport-ES por 1 a 0 no Justiniano de Mello e Silva, conquistando a classificação à semifinal da competição. Na semifinal, o ESSE é eliminado pelo Pinheiros-ES.
Em 2022 foi rebaixado no Campeonato Capixaba.

## Títulos
| ESTADUAIS | ESTADUAIS                     | ESTADUAIS | ESTADUAIS  |
|           | Competição                    | Títulos   | Temporadas |
| --------- | ----------------------------- | --------- | ---------- |
|           | Campeonato Capixaba - Série B | 1         | 2002       |
|           | Torneio Início                | 1         | 2004       |

### Campanhas de destaque
- Vice-campeão Capixaba: 2003

## Estatísticas

### Participações
|  | Participações em 2024 |

| Competição              | Competição          | Temporadas | Melhor campanha                | Anos                                                        | P | R |
| Espírito Santo (estado) | Campeonato Capixaba | 7          | Vice-campeão (2003)            | 2003-2008, 2022                                             |   | 2 |
| Espírito Santo (estado) | Série B             | 13         | Campeão (2002)                 | 2000-2002, 2010, 2012-2013, 2015-2016, 2019-2021, 2023-2024 | 2 |   |
| Espírito Santo (estado) | Copa Espírito Santo | 6          | Quartas de final (2010 e 2022) | 2006-2007, 2010-2011, 2021-2022                             |   |   |
| Brasil                  | Copa do Brasil      | 1          | 1ª fase (2004)                 | 2004                                                        |   |   |

## Símbolos

### Escudos

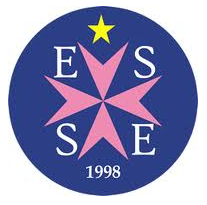
Escudo utilizado quando mudou-se para Marilândia e passou a se chamar Espírito Santo Sociedade Esportiva (ESSE).
Escudo ESSE.
Atual escudo com o retorno da nomenclatura CTE.

### Uniformes

#### Temporada 2020
| Uniforme nº 1 | Uniforme nº 2 |

#### Temporada 2019
| Uniforme nº 1 | Uniforme nº 2 |

#### Temporada 2016
| Uniforme nº 1 | Uniforme nº 2 |

#### Temporada 2015
| Uniforme nº 1 | Uniforme nº 2 |